# Louise Levesque
Pour les articles homonymes, voir Cavelier et Levesque.
 (février 2019).
Si vous disposez d'ouvrages ou d'articles de référence ou si vous connaissez des sites web de qualité traitant du thème abordé ici, merci de compléter l'article en donnant les références utiles à sa vérifiabilité et en les liant à la section « Notes et références ».
Louise Levesque, née Cavelier à Rouen le 23 novembre 1703 et morte à Paris le 18 mai 1745, est une femme de lettres française.

## Biographie
Fille d’un procureur au parlement de Normandie, Louise Cavelier reçut une éducation soignée. Elle prit le goût des études sérieuses et acquit une inclination qu’elle montra toute sa vie, et dont le monde, au milieu duquel sa beauté et son esprit lui acquit un rang distingué, ne la détourna jamais.
À vingt ans, elle épousa Levesque, gendarme du roi, qu’elle suivit à Paris. Entrée en relation avec des écrivains distingués, les gens de lettres, dont elle faisait sa société de prédilection, et qui appréciaient la portée de son esprit, l’engagèrent à se produire. Elle consacra dès lors ses loisirs à la lecture et s’adonna bientôt elle-même à la poésie. Elle s’essaya aux genres les plus variés. L’Augustin et Job, Minet, Sancho Pança gouverneur, sont des essais successifs du sérieux au badin et du badin au burlesque à la scène.
Une année avant l’apparition de son premier recueil de poésies, Louise Levesque avait donné un opéra en cinq actes intitulé Judith, opéra qui ne fut pas joué, les compositeurs ayant refusé de se charger de la musique. Sans se décourager, Louise Levesque conçut le plan d’un ouvrage dramatique qui fut imprimé en 1740 sous le titre de L'Auteur fortuné. On lui attribue encore une autre comédie, l’Heureux Auteur, qui ne fut pas jouée non plus.

Louise Levesque a dû sa réputation non à ses poésies et à ses pièces, mais à ses ouvrages en prose. Ses romans obtinrent de la vogue et plusieurs éditions : 

« Un roman doit être comme un beau parterre diversifié de fleurs différentes, toutes parfaites dans leur genre. On y peut critiquer les mœurs, faire l’éloge de la vertu, parler d’amour, mais d’un amour noble et pur ; il faut raconter avec précision, que les conversations soient vives et point fréquentes, les événements vraisemblables, les expressions choisies et propres au sujet, et surtout il faut que les beaux sentiments soient le fondement de tout ce qu’on y expose. »

Ces règles se retrouvent appliquées dans le roman moral du Siècle ou les Mémoires du comte de Solinville, histoire d’un solitaire que les malheurs d’une passion ont dégoûté du monde, et qui raconte ses aventures à un jeune Suédois qui n’en est encore qu’à ses premières armes.

## Œuvres
- L'Auteur fortuné, comédie, Paris, 1740 ;
- Célénie, histoire allégorique, Paris, 1733, 4 part. in-12 ;
- Le Prince des Aigues-Marines. Le Prince invisible, contes, Paris, 1744, in-12 ;
- Le Siècle, ou les Mémoires du comte de Solinville, roman moral, La Haye, 1736-1741, in-12 ;
- Lettres et chansons de Céphise et d’Uranie, Paris, 1731, in-8o ;
- Lélia, ou Histoire de Carthage, Amsterdam, 1736, in-12 ;
- Remarques critiques sur l’histoire de Don Quichotte ;
- L'Augustin, pièce grave et plusieurs pièces de vers dans les Amusements du cœur et de l’esprit ;
- Le Minet, pièce comique et facétieuse, Paris, 1736, in-12 ;
- Sancho Pança, gouverneur, poème burlesque, Amsterdam, 1738, in-8o ;
- Judith, opéra en cinq actes, Paris, 1736.